# Ģirts Dzelde
Ģirts Dzelde (Riga, 16 luglio 1963) è un ex tennista lettone.

## Carriera
Ottenne il suo best ranking in singolare il 29 luglio 1991 con la 273ª posizione, mentre nel doppio divenne il 4 ottobre 1993, il 108º del ranking ATP.
Specialista del doppio, raggiunse in tre occasioni la finale di un torneo del circuito ATP uscendone, tuttavia, sempre sconfitto. Delle tre finali, due di queste sono state raggiunte nel Grand Prix Hassan II nel 1992 e nel 1993, in coppia rispettivamente con lo statunitense T. J. Middleton e con il croato Goran Prpić. Ottenne, inoltre, quattro successi, sempre in doppio in tornei dell'ATP Challenger Series.

## Statistiche

### Tornei ATP

#### Doppio

##### Sconfitte in finale (3)
| Legenda                      |
| Grande Slam (0)              |
| Tennis Masters Cup (0)       |
| ATP Super 9 (0)              |
| ATP Championships Series (0) |
| ATP World Series (3)         |

| Numero | Data           | Torneo                           | Superficie  | Compagno        | Avversari in finale             | Punteggio     |
| 1.     | 16 marzo 1992  | Grand Prix Hassan II, Casablanca | Terra rossa | T. J. Middleton | Horacio de la Peña Jorge Lozano | 6-2, 4-6, 6-7 |
| 2.     | 15 marzo 1993  | Grand Prix Hassan II, Casablanca | Terra rossa | Goran Prpić     | Mike Bauer Piet Norval          | 5-7, 6-7      |
| 3.     | 12 agosto 1996 | Croatia Open Umag, Umago         | Terra rossa | Udo Plamberger  | Pablo Albano Luis Lobo          | 4-6, 1-6      |

### Tornei minori

#### Doppio

##### Vittorie (4)
| Legenda tornei minori |
| Challenger (4)        |
| Futures (0)           |

| Numero | Data            | Torneo                        | Superficie    | Compagno       | Avversari in finale              | Punteggio     |
| 1.     | 22 ottobre 1990 | Brest Challenger, Brest       | Cemento (i)   | Martin Damm    | Wayne Ferreira Piet Norval       | 6-4, 6-4      |
| 2.     | 22 luglio 1991  | Warsaw Challenger, Varsavia   | Terra rossa   | Andres Võsand  | Martin Damm David Rikl           | 6-4, 2-6, 6-3 |
| 3.     | 18 gennaio 1993 | Tenerife Challenger, Tenerife | Cemento       | Andrej Merinov | Jonas Björkman Michael Mortensen | 6-3, 6-4      |
| 4.     | 24 gennaio 1994 | Heilbronn Open, Heilbronn     | Sintetico (i) | Mathias Huning | Omar Camporese Cristiano Caratti | 6-4, 6-2      |